# Medicus (powieść)
Medicus – powieść historyczna autorstwa Noaha Gordona z 1986 roku. Akcja toczy się w Anglii w XI wieku; angielski biedak Rob J. Cole po śmierci rodziców staje się pomocnikiem wędrownego balwierza zajmującego się m.in. leczeniem. Po spotkaniu pewnego żydowskiego lekarza, Rob wyrusza na wschód, do Isfahanu, aby pobierać nauki u słynnego perskiego lekarza Awicenny (Ibn Sina). Powieść w 2013 r. została zekranizowana w reżyserii Philippa Stölzla.